# Сандберг, Том
Том Сандберг (норв. Tom Sandberg, род. 6 августа 1955 года, Му-и-Рана) — норвежский лыжный двоеборец, олимпийский чемпион 1984 года в личном первенстве, обладатель Кубка мира того же года, двукратный чемпион мира (1982, 1984).
В 1983 году получил престижную Хольменколленскую медаль (вместе с лыжницей Берит Эунли).

## Сандберг на Олимпийских играх
Личное первенство
- 1976 — 8-е место
- 1980 — 4-е место
- 1984 — золото